# Liste des souverains et prétendants au trône du Brésil
Pour les souverains ayant régné sur le Brésil colonial (colonie du royaume de Portugal) entre 1500 et 1815, voir Liste des rois et reines de Portugal.
La liste des souverains et prétendants au trône du Brésil comprend les noms des quatre monarques issus de la maison de Bragance qui ont régné sur le Brésil (depuis la création de la monarchie brésilienne en 1815 en tant que royaume constitutif du royaume uni de Portugal, du Brésil et des Algarves jusqu'au coup d'État républicain qui renverse l'empire du Brésil en 1889), et ceux de huit prétendants à la couronne. Les premiers de ces souverains, qui règnent de 1815 à 1822, portent le titre de roi (ou reine) du royaume du Brésil (en portugais : Rei [ou Rainha] do Reino do Brasil). Leurs successeurs, après l'indépendance du pays, arborent celui d'empereur du Brésil (Imperador do Brasil), entre 1822 et l'instauration de la República Velha.

## Histoire de la monarchie brésilienne
Colonie du royaume de Portugal, le Brésil devient le siège de l'empire portugais en 1808, lorsque le futur roi Jean VI, régent de Portugal, s'enfuit de son pays après son invasion par les troupes de Napoléon Ier. La famille royale transfert son gouvernement dans la ville brésilienne de Rio de Janeiro, amenant une série de transformations politiques, économiques et sociales. Celles-ci aboutissent à la décision du régent de faire passer le Brésil du statut de colonie au statut de royaume. Le 16 décembre 1815, à Vienne, le prince Jean crée le royaume uni de Portugal, du Brésil et des Algarves, qui remplace formellement le lien colonial du pays avec son ancienne métropole par une union politique. Marie Ire, la reine régnante, devient ainsi la première souveraine du Brésil. Jean VI monte sur le trône l'année suivante, après la mort de sa mère, mais il rentre en Europe en 1821.
Le 7 septembre 1822, le prince Pierre, fils et héritier de Jean VI, proclame l'indépendance du Brésil par rapport au royaume de Portugal. Le 12 octobre 1822, il est proclamé premier empereur du Brésil, sous le nom de Pierre Ier. Le pays devient alors une monarchie constitutionnelle. À la mort de son père, en 1826, Pierre Ier devient roi de Portugal mais abdique immédiatement en faveur de sa fille aînée, Marie II. Deux ans plus tard, le trône portugais est usurpé par le frère cadet de l'empereur. Ne pouvant gérer simultanément les affaires brésiliennes et portugaises, Pierre Ier abdique le 7 avril 1831 afin d'aller restaurer sa fille sur le trône de Portugal. Son successeur est son fils, Pierre II, âgé de seulement cinq ans. Comme ce dernier est encore mineur, une régence est mise en place mais son autorité montre bien vite ses limites. Le vide résultant de l'absence d'un monarque comme ultime arbitre dans les conflits politiques régionaux conduit à des guerres civiles entre factions locales.
Ayant hérité d'un empire au bord de la désintégration, Pierre II, une fois déclaré majeur, réussit à apporter la paix et la stabilité. Sous sa direction, le Brésil finit par devenir une puissance émergente sur la scène internationale. L'empereur ne croit pourtant guère en la survie du régime monarchique. En vieillissant, il ne fait aucun effort pour garder le soutien des institutions. Comme Pierre II n'a pas d'héritier mâle (son successeur désigné est sa fille, la princesse Isabelle, mais ni lui, ni les classes dirigeantes n'acceptent réellement l'idée d'un souverain féminin au Brésil), de plus en plus d'hommes politiques estiment qu'il n'y a aucune raison de conserver la monarchie. L'empereur Pierre II est renversé le 15 novembre 1889, après 58 ans de règne, par un coup d'État qui n'a pour seul soutien qu'un groupe de militaires désireux d'instaurer une république dictatoriale.
Exilé, l'empereur déchu continue de recevoir le soutien des groupes monarchistes, qui maintiennent de manière informelle des contacts avec l'ancienne famille impériale. Après sa mort, deux ans plus tard, sa fille Isabelle lui succède à la tête de la maison impériale du Brésil. De son mariage en 1864 avec Gaston d'Orléans, comte d'Eu, petit-fils du roi Louis-Philippe Ier, est issue la maison d'Orléans-Bragance, considérée par les monarchistes comme l'actuelle famille impériale du Brésil. Depuis la mort de la princesse en 1921, l'ancien trône impérial est disputé entre deux branches de cette maison, dont les chefs respectifs revendiquent simultanément le statut de prétendants à la couronne :
- la « branche de Petrópolis », descendant du prince Pierre d'Orléans-Bragance, fils de la princesse, représentée depuis 2007 par Pedro Carlos d'Orléans-Bragance ;
- la « branche de Vassouras », descendant du prince Pierre-Henri d'Orléans-Bragance, petit-fils de la princesse, représentée depuis 2022 par Bertrand d'Orléans-Bragance.

En 1920, la loi d'exil instaurée par la république naissante à l'encontre de la famille impériale est abrogée et, à partir de la Seconde Guerre mondiale, la plupart des membres de la dynastie retournent vivre au Brésil. Après 104 ans de république et une dictature militaire, un référendum (en) est organisé en avril 1993 sur la forme de gouvernement du pays : le résultat consacre le régime présidentiel plutôt que le parlementarisme (69,1 % contre 30,9 %) et la république plutôt que la monarchie (86,6 % contre 13,4 %).

## Liste des souverains du Brésil

### Royaume uni de Portugal, du Brésil et des Algarves (1815-1822)
| Portrait  | Nom | Règne                                                      | Dynastie | Éléments biographiques |
| --------- | --- | ---------------------------------------------------------- | -------- | --- |
| Marie Ire | Marie Ire Née le 17 décembre 1734 à Lisbonne (Portugal) — Morte le 20 mars 1816 à Rio de Janeiro (Brésil) | 16 décembre 1815 — 20 mars 1816 (3 mois et 4 jours)        | Bragance | Placée sous la régence de son fils, le prince Jean, pour cause démence depuis 1799, Marie Ire gagne le Brésil avec l'ensemble de la cour en 1808 après l'invasion du Portugal par la France napoléonnienne. Le Portugal est définitivement libéré en 1811, mais Jean refuse toutefois de rentrer en Europe. Le 16 décembre 1815, le prince crée, en sa qualité de régent, le royaume uni de Portugal, du Brésil et des Algarves. Proclamée reine du royaume du Brésil, Marie Ire meurt trois mois plus tard à Rio de Janeiro.                 |
| Jean VI   | Jean VI Né le 13 mai 1767 à Lisbonne (Portugal) — Mort le 10 mars 1826 à Lisbonne (Portugal)              | 20 mars 1816 — 12 octobre 1822 (6 ans, 6 mois et 22 jours) | Bragance | Monté sur le trône à la mort de sa mère en 1816, Jean VI doit bientôt affronter l'opposition très vive des Portugais, qui se soulèvent pour obtenir le retour de la famille royale en Europe, et d'une partie des Brésiliens, qui craignent que le retour du souverain à Lisbonne s'accompagne du retrait de l'autonomie accordée au pays et sa rétrogradation au statut de simple colonie. Sous la pression populaire, Jean VI rentre donc finalement en Europe en 1821, non sans avoir désigné auparavant son fils comme régent du Brésil,. |

### Empire du Brésil (1822-1889)
| Portrait   | Nom | Règne                                                       | Dynastie | Éléments biographiques |
| ---------- | --- | ----------------------------------------------------------- | -------- | --- |
| Pierre Ier | Pierre Ier Né le 12 octobre 1798 à Lisbonne (Portugal) — Mort le 24 septembre 1834 à Lisbonne (Portugal) | 12 octobre 1822 — 7 avril 1831 (8 ans, 5 mois et 26 jours)  | Bragance | Nommé régent par son père en 1821, Pierre proclame l'indépendance du Brésil le 7 septembre 1822, et se fait couronner empereur,. Pierre Ier doit faire face à un certain nombre de crises au cours de son règne. Par ailleurs, il hérite brièvement de la couronne portugaise en 1826 mais abdique en faveur de sa fille, Marie II. Deux ans plus tard, le prince Michel, frère cadet de Pierre Ier, s'empare du trône de Marie II. Incapable de traiter les problèmes du Brésil et du Portugal en même temps, l'empereur abdique en 1831 et part pour Lisbonne afin de rétablir sa fille sur son trône. |
| Pierre II  | Pierre II Né le 2 décembre 1825 à Rio de Janeiro (Brésil) — Mort le 5 décembre 1891 à Paris (France)     | 7 avril 1831 — 15 novembre 1889 (58 ans, 7 mois et 8 jours) | Bragance | Surnommé « le Magnanime »,, Pierre II améliore considérablement la stabilité et le prestige du Brésil qui s'impose comme une puissance marquante de l'Amérique du Sud. Il pousse fermement à l'abolition de l'esclavage et se montre un partisan acharné des arts et des sciences,. Même si le règne de Pierre II est marquée par une paix intérieure retrouvée et la prospérité économique, l'empereur est renversé par un coup d'État en 1889, et part en exil avec sa famille, tandis que la classe politique approuve le remplacement de la monarchie par une république.                            |

## Liste des prétendants au trône

### Maison de Bragance (1889-1921)
| Portrait           | Nom | Revendication                                                   | Dynastie | Éléments biographiques |
| ------------------ | --- | --------------------------------------------------------------- | -------- | --- |
| Pierre II          | Pierre II Né le 2 décembre 1825 à Rio de Janeiro (Brésil) — Mort le 5 décembre 1891 à Paris (France)                           | 15 novembre 1889 — 5 décembre 1891 (2 ans et 20 jours)          | Bragance | Après son éviction, l'empereur Pierre II passe les deux dernières années de sa vie en Europe, vivant seul avec très peu d'argent,, et ne tente pas de rétablir la monarchie au Brésil. Usé et mélancolique, il meurt à Paris entouré de sa famille. Quelques décennies après sa mort, ses restes reviennent au Brésil, où, réhabilité, il est désormais considéré comme un héros national,. |
| Isabelle du Brésil | Isabelle du Brésil « Isabelle Ire » Née le 29 juillet 1846 à Rio de Janeiro (Brésil) — Morte le 14 novembre 1921 à Eu (France) | 5 décembre 1891 — 14 novembre 1921 (29 ans, 11 mois et 9 jours) | Bragance | Fille de Pierre II, Isabelle est, de fait, l'héritière de la couronne et assure la régence pour son père à trois reprises (en 1871-1872, 1876-1877 puis 1887-1889). Ayant aboli l'esclavage en signant la loi d'or en 1888, elle reçoit le surnom d'« Isabelle la Rédemptrice ». Pourtant, la princesse se montre peu empressée de monter sur le trône. Par ailleurs, l'opinion majoritaire au Brésil est alors que seul un homme est capable d'assumer le rôle de chef d'État. Contrainte à l'exil après le coup d'État de 1889, Isabelle devient, de jure et pour les monarchistes brésiliens, l'impératrice « Isabelle Ire » à la mort de son père. La prétendante mène ensuite une vie tranquille en Normandie, faisant de la demeure familiale une ambassade informelle du Brésil où elle reçoit les Brésiliens de passage. Elle meurt peu après l'abrogation de la loi d'exil touchant sa famille et ses restes rentrent au Brésil en 1953. |

### Maison d'Orléans-Bragance (depuis 1921)

#### Branche aînée de Petrópolis
| Portrait                         | Nom | Revendication                                                    | Dynastie         | Éléments biographiques |
| -------------------------------- | --- | ---------------------------------------------------------------- | ---------------- | --- |
| Pierre d'Orléans-Bragance        | Pierre d'Orléans-Bragance « Pierre III » Né le 15 octobre 1875 à Petrópolis (Brésil) — Mort le 29 janvier 1940 à Petrópolis (Brésil)                  | 14 novembre 1921 — 29 janvier 1940 (18 ans, 2 mois et 15 jours)  | Orléans-Bragance | Prince du Grão-Pará de 1875 à 1891, Pierre renonce à ses droits au trône en 1908 pour épouser une femme issue d'une maison non souveraine, la comtesse tchèque Élisabeth Dobrzensky de Dobrzenicz. En 1935, après l'abolition de la loi d'exil, le prince et sa famille retournent définitivement vivre au Brésil, dans le palais du Grão-Pará, à Petrópolis. Il devient alors une figure incontournable des commémorations et autres cérémonies locales. Bien que Pierre n'ait jamais formellement annulé sa renonciation, il doutait fortement de sa validité juridique et considérait qu'à tout le moins, elle ne s'appliquait qu'à lui et non à ses descendants. |
| Pierre-Gaston d'Orléans-Bragance | Pierre-Gaston d'Orléans-Bragance « Pierre IV » Né le 19 février 1913 à Eu (France) — Mort le 27 décembre 2007 à Villamanrique de la Condesa (Espagne) | 29 janvier 1940 — 27 décembre 2007 (67 ans, 10 mois et 28 jours) | Orléans-Bragance | Fils aîné du prince Pierre, Pierre-Gaston revient sur la renonciation de son père après la mort de ce dernier et revendique le titre de chef de la maison impériale du Brésil, en tant qu'aîné des descendants de l'empereur Pierre II, considérant cette renonciation comme nulle et sans valeur juridique. Il est ainsi à l'origine de la « branche de Petrópolis ». Jusqu'à la fin des années 1990, Pierre-Gaston dirige la Compagnie immobilière de Petrópolis, qui gère le patrimoine familial de l'ancienne famille impériale brésilienne. Lors du référendum de 1993 (en), le prince est, avec son cousin et rival Louis d'Orléans-Bragance, le principal porte-voix de la restauration monarchique. Mais, après la victoire des républicains, il interdit à ses partisans de fonder un parti monarchiste. Il se retire peu après à Villamanrique de la Condesa, en Espagne, où il meurt fin 2007. |
|                                  | Pedro Carlos d'Orléans-Bragance « Pierre V » Né le 31 octobre 1945 à Rio de Janeiro (Brésil)                                                          | Depuis le 27 décembre 2007 (17 ans, 5 mois et 7 jours)           | Orléans-Bragance | Fils aîné du précédent et de María de la Esperanza de Bourbon-Siciles, Pedro Carlos est ingénieur forestier. Il dirige le jardin botanique de Brasilia, qu'il a fondé en 1985. Lors de la mort de Pierre-Gaston, le journal Tribuna de Petrópolis, dont il était propriétaire, affirme que Pedro Carlos est le nouveau chef de la maison impériale du Brésil. Toutefois, fidèle à l'idéal de son grand-père qui s'en remettait à la volonté du peuple, Pedro Carlos déclare en 2008 au journal espagnol Público que, si un nouveau référendum avait lieu au Brésil pour définir le régime politique du pays, sa branche défendrait la république contre la monarchie. |

#### Branche cadette de Vassouras
| Portrait                        | Nom | Revendication                                                  | Dynastie         | Éléments biographiques |
| ------------------------------- | --- | -------------------------------------------------------------- | ---------------- | --- |
| Pierre-Henri d'Orléans-Bragance | Pierre-Henri d'Orléans-Bragance « Pierre III » Né le 13 septembre 1909 à Boulogne-Billancourt (France) — Mort le 5 juillet 1981 à Vassouras (Brésil) | 14 novembre 1921 — 5 juillet 1981 (59 ans, 7 mois et 21 jours) | Orléans-Bragance | Un an avant la naissance de Pierre-Henri, son oncle, le prince Pierre d'Orléans-Bragance, a renoncé à ses droits sur le trône brésilien (voir supra). Dès sa naissance, Pierre-Henri apparaît donc comme l'héritier présomptif des Orléans-Bragance et il arrive en troisième position pour succéder au titre de chef de la famille impériale. Après la mort de son père Louis en 1920 et celle de sa grand-mère Isabelle en 1921, le prince, âgé de seulement 12 ans, devient pour une partie des monarchistes brésiliens le nouveau prétendant au trône. Rentré au Brésil en 1945, Pierre-Henri jouit d'un grand prestige, ce qui lui vaut parfois d'être surveillé par le pouvoir en place. Malgré tout, il fait valoir sa position d'héritier de la couronne lors des crises institutionnelles que connaît son pays. Installé dans la ville de Vassouras, le prince y réside jusqu'à sa mort, des suites d'une hépatite, en 1981 |
| Louis d'Orléans-Bragance        | Louis d'Orléans-Bragance « Louis Ier » Né le 6 juin 1938 à Mandelieu-la-Napoule (France) — Mort le 15 juillet 2022 à São Paulo (Brésil)              | 5 juillet 1981 — 15 juillet 2022 (41 ans et 10 jours)          | Orléans-Bragance | Fils aîné de Pierre-Henri, le prince Louis poursuit ses études à Paris puis à Munich,. De retour au Brésil en 1967, il prend la direction du secrétariat de son père à Vassouras. À la mort de ce dernier, Louis lui succède en qualité de prétendant à l'ancien trône du Brésil. Il visite régulièrement les principales villes de son pays et participe à de nombreuses manifestations culturelles et sociales. Louis et son frère Bertrand conduisent ainsi la campagne de la branche de Vassouras en faveur de la restauration monarchique lors du référendum de 1993. Lié, selon le journaliste Stéphane Bern, à l'organisation d'extrême droite TFP — Tradition, famille, propriété, le prince est reconnu comme « chef de la maison impériale du Brésil » par un décret du président Jair Bolsonaro, qui lui consacre après sa mort une journée de deuil national au Brésil,.                                                 |
| Bertrand d'Orléans-Bragance     | Bertrand d'Orléans-Bragance « Bertrand Ier » Né le 2 février 1941 à Mandelieu-la-Napoule (France)                                                    | Depuis le 15 juillet 2022 (2 ans, 10 mois et 19 jours)         | Orléans-Bragance | Né en France, le prince Bertrand est le deuxième fils de Pierre-Henri d'Orléans-Bragance et de Marie-Élisabeth de Bavière. Arrivé au Brésil à l'âge de quatre ans, il est diplômé en droit de l'université de São Paulo et avocat. Ouvertement identifié aux valeurs conservatrices, le prince Bertrand est un partisan avoué du président Jair Bolsonaro. À la mort de son frère Louis, il devient le chef de la maison impériale du Brésil pour la branche de Vassouras et se fait le principal porte-parole de la restauration de la monarchie. Ayant pris de l'importance dans les médias nationaux et internationaux, il est fréquemment invité par des institutions publiques et privées, y compris le gouvernement fédéral, à participer à des événements officiels, en plus de participer à des réunions monarchistes et de parcourir le pays dans des campagnes de promotion de la monarchie.                               |

## Titres et armoiries
| Période                                                        | Titre du monarque | Armoiries                                                   |
| -------------------------------------------------------------- | --- | ----------------------------------------------------------- |
| Royaume uni de Portugal, du Brésil et des Algarves (1815-1822) | Par la grâce de Dieu, roi (ou reine) du royaume uni de Portugal, du Brésil et des Algarves, de chaque côté de la mer en Afrique, duc de Guinée et de la conquête, de la navigation et du commerce d'Éthiopie, d'Arabie, de Perse et d'Inde. | Armes du royaume uni de Portugal, du Brésil et des Algarves |
| Empire du Brésil (1822-1889)                                   | Par la grâce de Dieu et l'acclamation unanime des peuples, empereur constitutionnel et perpétuel défenseur du Brésil. | Armes de l'empire du Brésil                                 |

## Principales résidences impériales

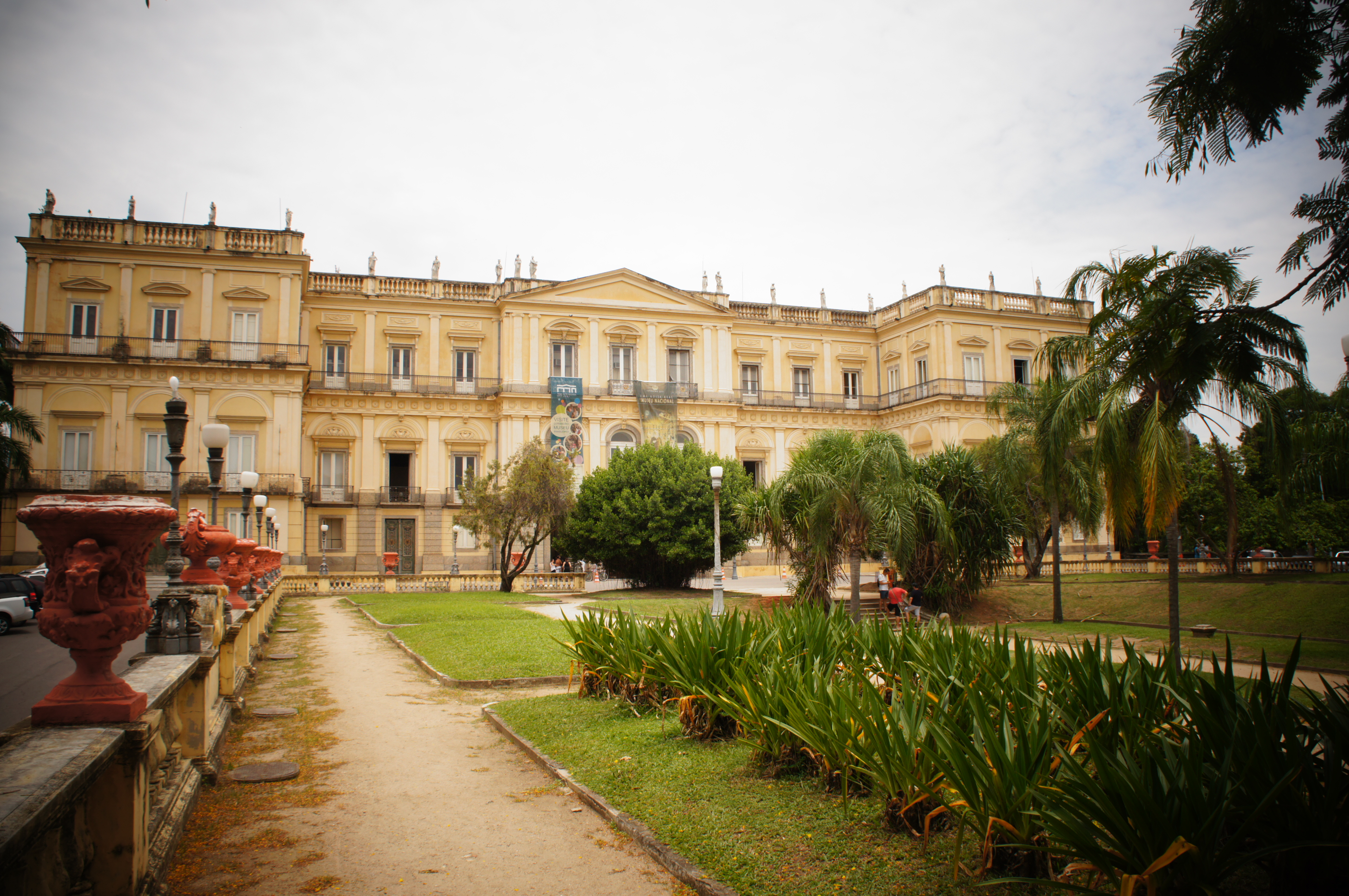
Le palais de Saint-Christophe, situé à Quinta da Boa Vista, à Rio de Janeiro, était la résidence officielle des empereurs du Brésil.
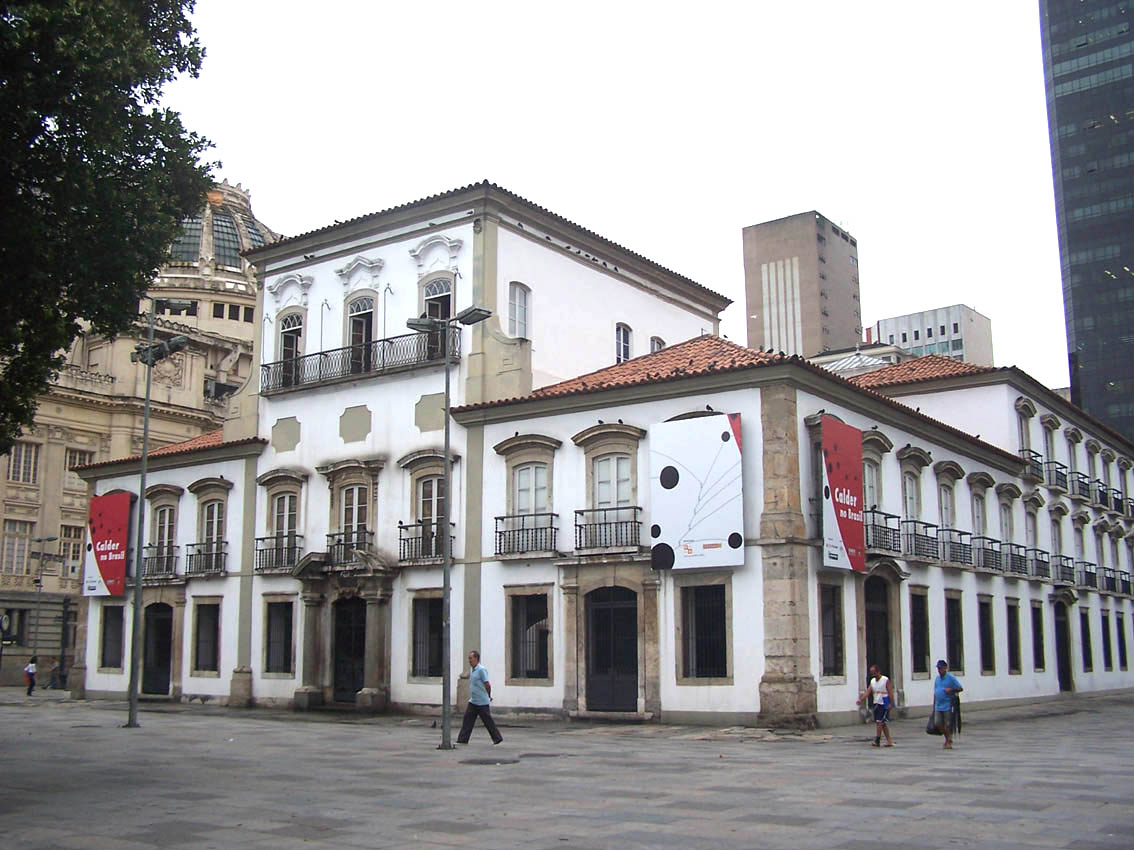
Le palais impérial, dans centre-ville de Rio de Janeiro, était le siège du Cabinet de l'Empire et le lieu de travail des empereurs.
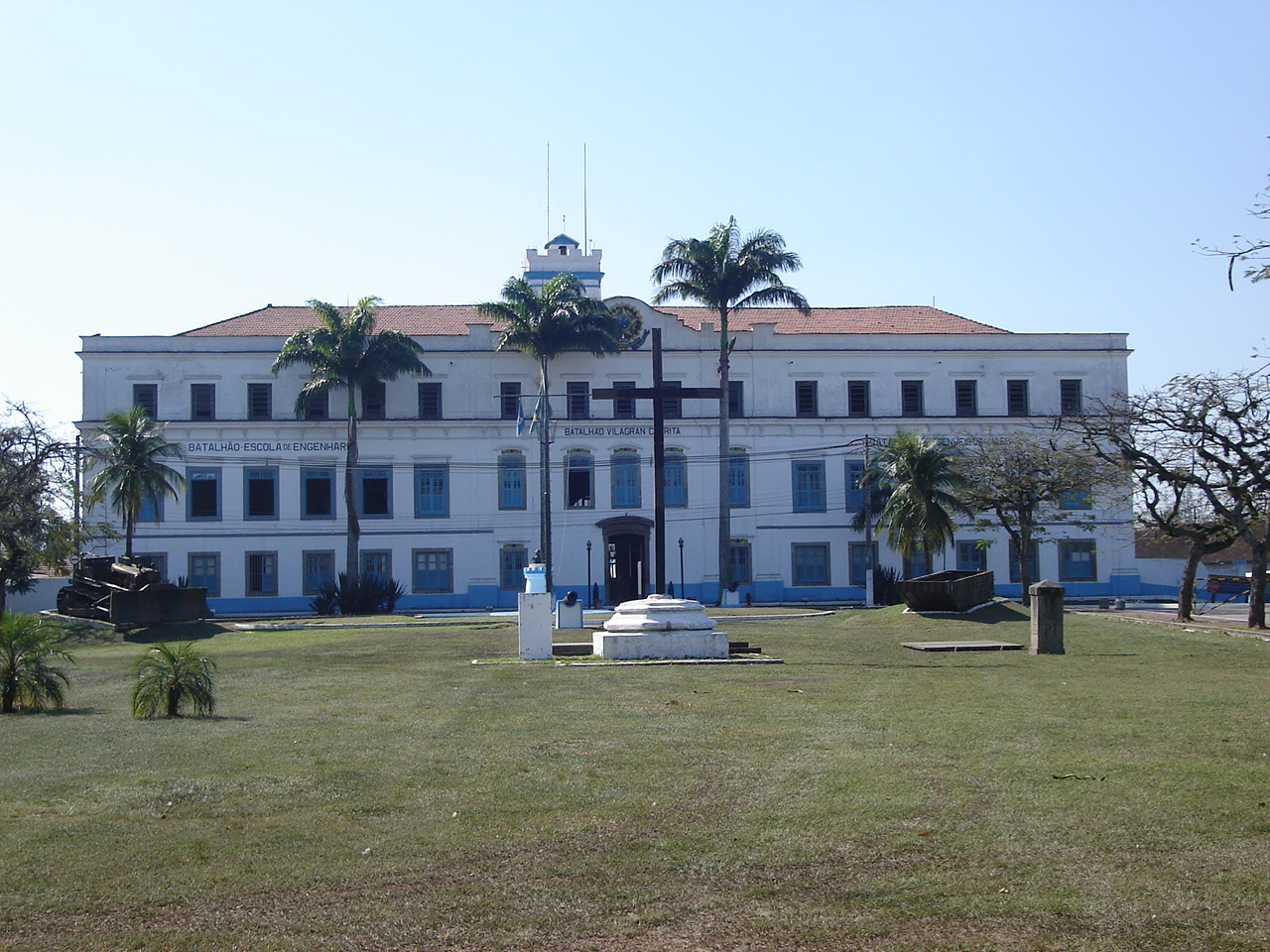
Le palais impérial de Santa Cruz était la résidence d'été de la famille impériale à Rio de Janeiro.
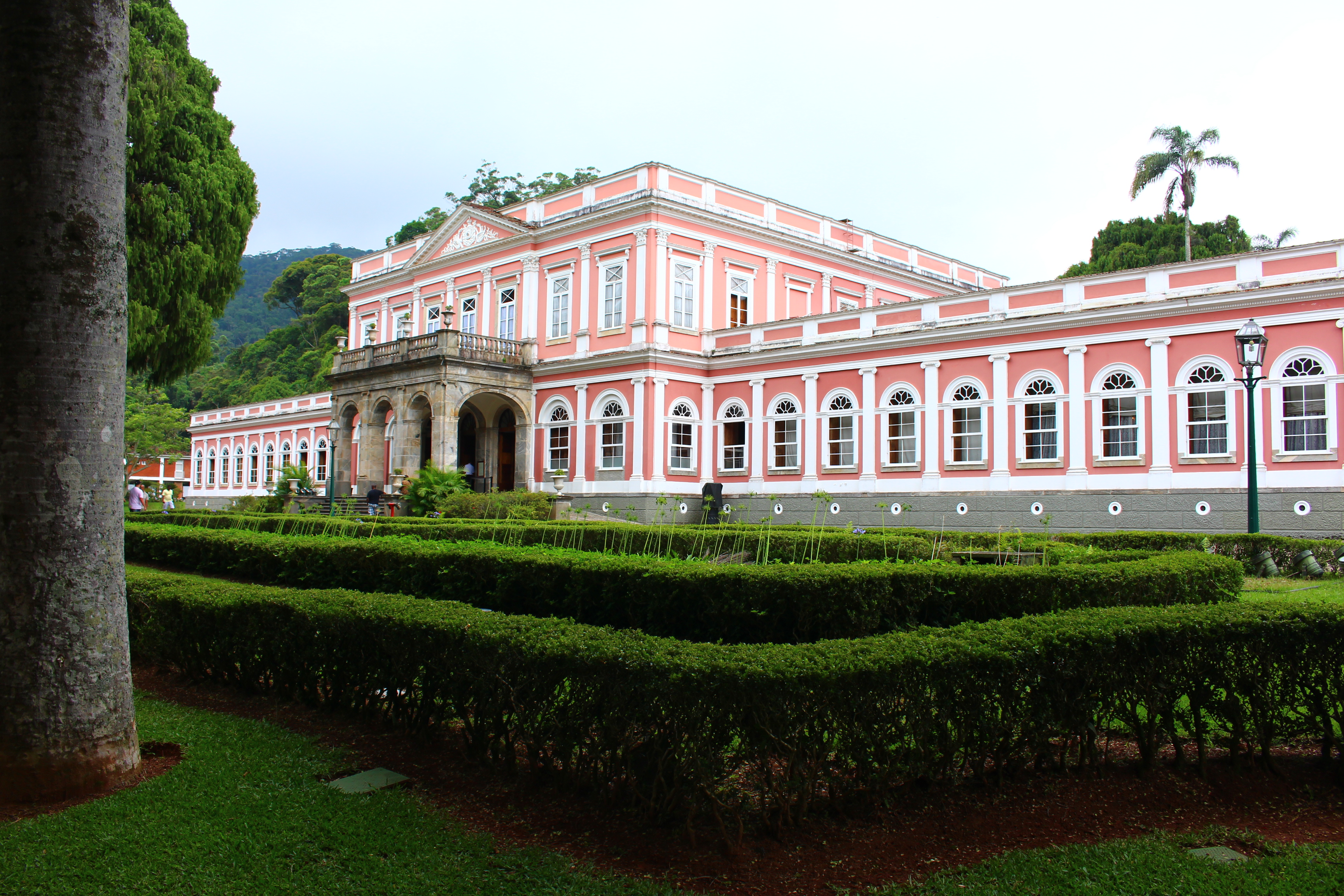
Le palais impérial de Petrópolis (actuel musée impérial) était la résidence d'été de la famille impériale à Petrópolis.
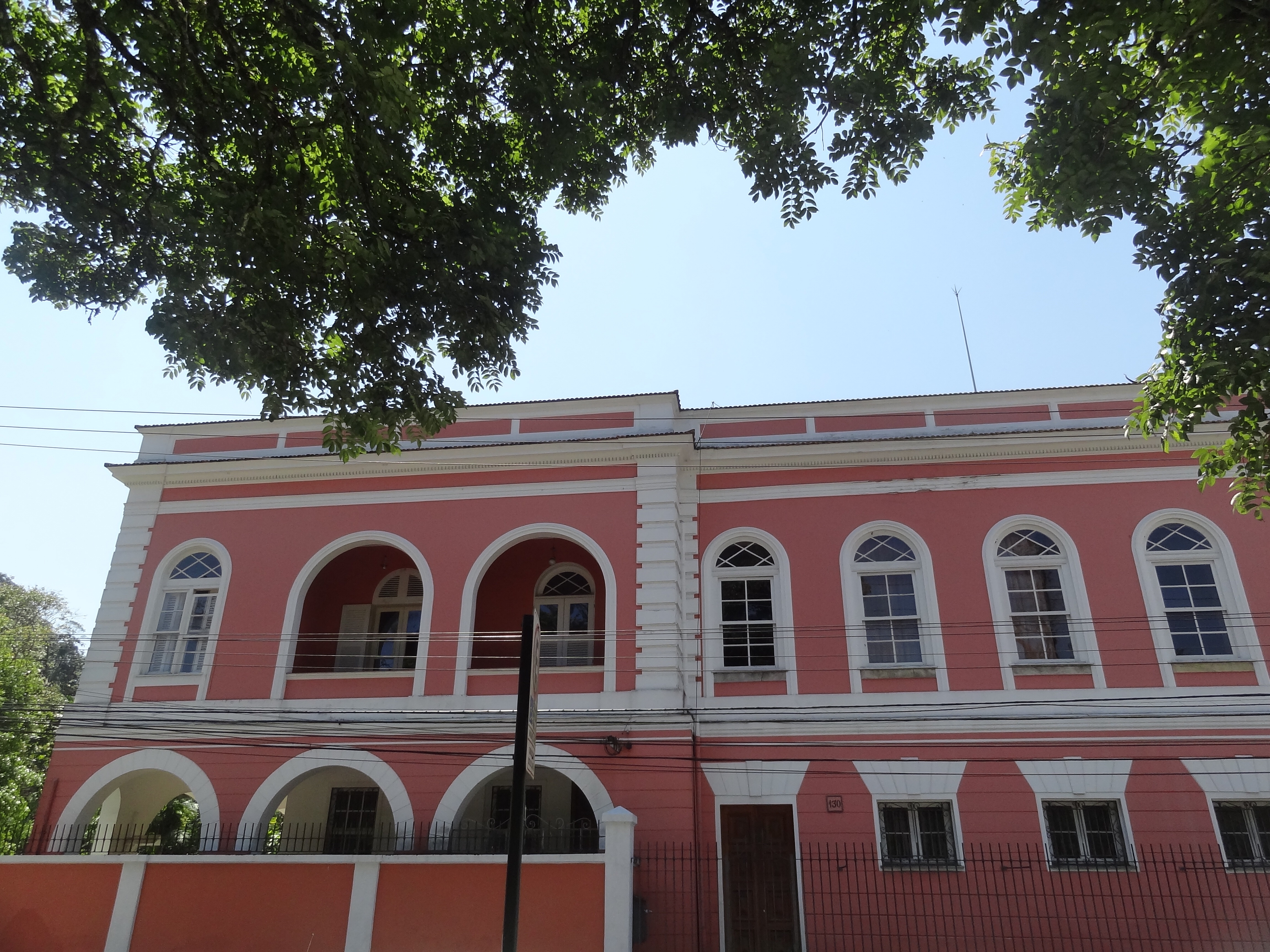
Le palais de Grão-Pará (pt), à Petrópolis, est la seule propriété récupérée par la famille impériale en 1925. Certains descendants y résident encore.

## Généalogie des souverains et prétendants
- Joseph Ier de Portugal
  -  Marie Ire du Brésil (Marie Ire de Portugal)
    -  Jean Ier du Brésil (Jean VI de Portugal)
      -  Pierre Ier du Brésil
        -  Pierre II du Brésil
          -  Isabelle du Brésil
            -  Pierre d'Orléans-Bragance
              -  Pierre-Gaston d'Orléans-Bragance
                -  Pedro Carlos d'Orléans-Bragance

            - Louis d'Orléans-Bragance
              -  Pierre-Henri d'Orléans-Bragance
                -  Louis d'Orléans-Bragance
                -  Bertrand d'Orléans-Bragance